# Afrika-Cup 2015
Der Afrika-Cup 2015 (französisch Coupe d’Afrique des Nations, englisch Africa Cup of Nations), ausgerichtet vom afrikanischen Verband Confédération Africaine de Football (CAF), war die 30. Auflage der afrikanischen Kontinentalmeisterschaft im Fußball. Die Nationalmannschaft der Elfenbeinküste gewann das Turnier durch einen Sieg im Elfmeterschießen über Ghana.
Zum zweiten Mal nach 1988 sollte Marokko die Meisterschaft ausrichten. Dem Land wurde das Turnier jedoch im November 2014 entzogen, weil es sich wegen der Ebolafieber-Epidemie in Westafrika weigerte, dieses im Januar 2015 auszurichten. Zudem verlor die marokkanische Fußballnationalmannschaft ihr als Ausrichter zustehendes automatisches Startrecht. Am 14. November 2014 wurde Äquatorialguinea als neuer Ausrichter des Turniers bestimmt. Damit erhielt die Mannschaft von Äquatorialguinea, die zunächst wegen eines Regelverstoßes während der Qualifikation ausgeschlossen worden war, das Startrecht des Gastgebers.
Das Turnier wurde von Zuschauerausschreitungen im zweiten Halbfinale zwischen Äquatorialguinea und Ghana überschattet, die zu einer halbstündigen Spielunterbrechung führten.
Rekordsieger Ägypten und Titelverteidiger Nigeria konnten sich nicht qualifizieren.
Die Auslosung der Endrunde fand am 3. Dezember 2014 in Malabo statt. Die Spiele wurden in Malabo, Bata, Mongomo und Ebebiyín ausgetragen.

## Vergabe
Die Ausrichter der Afrika-Cups 2015 und 2017 wurden im Januar 2011 bei einer Sitzung des Kontinentalverbandes CAF im kongolesischen Lubumbashi bestimmt. Nach dem Rückzug der Demokratischen Republik Kongo waren Südafrika und Marokko die einzigen Bewerber für die Ausrichtung. Marokko bekam den Zuschlag für 2015. Südafrika war zunächst als Ausrichter des Afrika-Cup 2017 vorgesehen, tauschte aber das Gastgeberrecht im August 2011 mit Libyen, das ursprünglich Ausrichter des Turniers 2013 war.
Die marokkanische Regierung forderte im Oktober 2014 eine Verschiebung des Turniers wegen der Ebolafieber-Epidemie in Westafrika. Kurz darauf kündigte die CAF an, dass das Turnier weiterhin wie geplant zwischen dem 17. Januar und 8. Februar 2015 in Marokko stattfinden solle, da man sich auf die Epidemie eingestellt habe und für alle erdenklichen Vorkehrungen gewappnet sei. Den Antrag des marokkanischen Fußballverbandes, eine Verschiebung des Turniers entweder in den Juni 2015 oder in den Januar 2016 zu ermöglichen, lehnte das Exekutivkomitee der CAF am 2. November 2014 ab. Dem Gastgeber Marokko wurde danach eine Frist von sechs Tagen eingeräumt, um dem geplanten Zeitrahmen zuzustimmen. Marokko ließ das Ultimatum des afrikanischen Kontinentalverbandes verstreichen. Drei Tage später, am 11. November, wurde Marokko aufgrund seiner Weigerung der Ausrichtung zum vorgesehenen Termin der Afrika-Cup entzogen. Zudem verlor die marokkanische Fußballnationalmannschaft ihr als Ausrichter zustehendes automatisches Startrecht. Potentielle Ausrichter wie Südafrika oder Ghana lehnten die kurzfristige Übernahme des Turniers ab. Am 14. November 2014 wurde Äquatorialguinea als neuer Ausrichter des Turniers bestimmt. Damit erhielt die Mannschaft von Äquatorialguinea, die zunächst wegen eines Regelverstoßes während der Qualifikation ausgeschlossen worden war, das Startrecht des Gastgebers.
Der afrikanische Kontinentalverband bestrafte am 6. Februar 2015 den marokkanischen Fußballverband wegen der Absage des Turniers. Marokko darf an den Afrika-Cups 2017 und 2019 nicht teilnehmen, muss eine Strafe in Höhe von 1 Million US-Dollar bezahlen und zudem eine Entschädigung in Höhe von 8,05 Millionen Euro für den materiellen Schaden, der aufgrund der Turnierabsage entstanden sei.
Am 2. April 2015 hob der Internationale Sportgerichtshof den Ausschluss für 2017 und 2019 auf und reduzierte die Geldstrafe von 1 Million auf 50.000 US-Dollar.

## Qualifikation
Marokko war als Ausrichter automatisch qualifiziert; wurde im November 2014 jedoch suspendiert. Weitere 51 Mannschaften hatten sich für die Qualifikation registriert. Lediglich Dschibuti und Somalia nahmen nicht teil. Erstmals nahm der Südsudan an der Qualifikation teil. Das Format der Qualifikation wurde am 24. Januar 2014 festgelegt. In sieben Gruppen ermittelten 28 der 51 gemeldeten Mannschaften zwischen dem 5. September und 15. November 2014 die 15 Mannschaften, die neben dem Gastgeber an der Endrunde teilnahmen, wobei sich die beiden Besten jeder Gruppe sowie der beste Gruppendritte qualifizierten. Die 21 besten Mannschaften der CAF-Rangliste waren automatisch für die Gruppenphase qualifiziert. Die übrigen sieben Mannschaften wurden in Vorqualifikationen zwischen Mai und August 2014 ermittelt. Die Auslosung dafür erfolgte am 27. April 2014 in Kairo.
Die Auswahl Äquatorialguineas wurde zunächst vom afrikanischen Fußballverband wegen des Einsatzes eines nicht spielberechtigten Spielers (Thierry Fidjeu-Tazemeta) von der Qualifikation ab Runde 3 ausgeschlossen. Als Ersatzausrichter war die Mannschaft aber dennoch qualifiziert.
Qualifizierte Mannschaften
| als Gastgeber: - Äquatorialguinea als Gruppensieger: - Algerien - Gabun - Ghana - Kamerun - Kap Verde - Südafrika - Tunesien | als Gruppenzweiter: - Burkina Faso - Elfenbeinküste - Guinea - Republik Kongo - Mali - Sambia - Senegal als bester Gruppendritter: - Demokratische Republik Kongo |

## Spielorte
| Mongomo |

| Bata |

| Malabo |

| Ebebiyín |

| Mongomo |

| Bata |

| Malabo |

| Ebebiyín |

## Schiedsrichter
Hauptschiedsrichter:
- Mehdi Abid Charef
- Juste Ephrem Zio
- Sidi Alioum
- Noumandiez Doué
- Gehad Grisha
- Bamlak Tessema Weyesa
- Eric Otogo-Castane
- Bakary Gassama
- Joseph Lamptey
- Aboubacar Mario Bangoura
- Hamada Nampiandraza
- Koman Coulibaly
- Ali Lemghaifry
- Rajindraparsad Seechurn
- Bouchaïb el-Ahrach
- Malang Diedhiou
- Bernard Camille
- Victor Gomes
- Med Said Kordi
- Janny Sikazwe

Schiedsrichterassistenten:
- Abdelhak Etchiali
- Jerson Dos Santos
- Jean-Claude Birumushahu
- Oamogetse Godisamang
- Evarist Menkouande
- Yéo Songuifolo
- Hassan Egueh Yacin
- Tahssen Abo el-Sadat
- Angesom Ogbamariam
- Malik Alidu Salifu
- Aboubacar Doumbouya
- Marwa Range
- Redouane Achik
- Mahamadou Yahaya
- Peter Edibe
- Theogene Ndagijimana
- Djibril Camara
- El Hadji Samba
- Zakhele Siwela
- Waleed Ahmed
- Anouar Hmila

## Gruppenphase

### Gruppe A
| Pl. | Land             | Sp. | S | U | N | Tore    | Diff. | Punkte |
| --- | ---------------- | --- | - | - | - | ------- | ----- | ------ |
| 1.  | Republik Kongo   | 3   | 2 | 1 | 0 | 004:200 | +2    | 07     |
| 2.  | Äquatorialguinea | 3   | 1 | 2 | 0 | 003:100 | +2    | 05     |
| 3.  | Gabun            | 3   | 1 | 0 | 2 | 002:300 | −1    | 03     |
| 4.  | Burkina Faso     | 3   | 0 | 1 | 2 | 001:400 | −3    | 01     |

|                                          |   |                  |           |
| Sa., 17. Januar um 17:00 Uhr in Bata     |   |                  |           |
| Äquatorialguinea                         | – | Republik Kongo   | 1:1 (1:0) |
| Sa., 17. Januar um 20:00 Uhr in Bata     |   |                  |           |
| Burkina Faso                             | – | Gabun            | 0:2 (0:1) |
| Mi., 21. Januar um 17:00 Uhr in Bata     |   |                  |           |
| Äquatorialguinea                         | – | Burkina Faso     | 0:0       |
| Mi., 21. Januar um 20:00 Uhr in Bata     |   |                  |           |
| Gabun                                    | – | Republik Kongo   | 0:1 (0:0) |
| So., 25. Januar um 19:00 Uhr in Ebebiyín |   |                  |           |
| Gabun                                    | – | Äquatorialguinea | 0:2 (0:0) |
| So., 25. Januar um 19:00 Uhr in Bata     |   |                  |           |
| Republik Kongo                           | – | Burkina Faso     | 2:1 (0:0) |

### Gruppe B
| Pl. | Land      | Sp. | S | U | N | Tore    | Diff. | Punkte |
| --- | --------- | --- | - | - | - | ------- | ----- | ------ |
| 1.  | Tunesien  | 3   | 1 | 2 | 0 | 004:300 | +1    | 05     |
| 2.  | DR Kongo  | 3   | 0 | 3 | 0 | 002:200 | ±0    | 03     |
| 3.  | Kap Verde | 3   | 0 | 3 | 0 | 001:100 | ±0    | 03     |
| 4.  | Sambia    | 3   | 0 | 2 | 1 | 002:300 | −1    | 02     |

|                                          |   |           |           |
| So., 18. Januar um 17:00 Uhr in Ebebiyín |   |           |           |
| Sambia                                   | – | DR Kongo  | 1:1 (1:0) |
| So., 18. Januar um 20:00 Uhr in Ebebiyín |   |           |           |
| Tunesien                                 | – | Kap Verde | 1:1 (0:0) |
| Do., 22. Januar um 17:00 Uhr in Ebebiyín |   |           |           |
| Sambia                                   | – | Tunesien  | 1:2 (0:0) |
| Do., 22. Januar um 20:00 Uhr in Ebebiyín |   |           |           |
| Kap Verde                                | – | DR Kongo  | 0:0       |
| Mo., 26. Januar um 19:00 Uhr in Ebebiyín |   |           |           |
| Kap Verde                                | – | Sambia    | 0:0       |
| Mo., 26. Januar um 19:00 Uhr in Bata     |   |           |           |
| DR Kongo                                 | – | Tunesien  | 1:1 (0:1) |

### Gruppe C
| Pl. | Land      | Sp. | S | U | N | Tore    | Diff. | Punkte |
| --- | --------- | --- | - | - | - | ------- | ----- | ------ |
| 1.  | Ghana     | 3   | 2 | 0 | 1 | 004:300 | +1    | 06     |
| 2.  | Algerien  | 3   | 2 | 0 | 1 | 005:200 | +3    | 06     |
| 3.  | Senegal   | 3   | 1 | 1 | 1 | 003:400 | −1    | 04     |
| 4.  | Südafrika | 3   | 0 | 1 | 2 | 003:600 | −3    | 01     |

|                                         |   |           |           |
| Mo., 19. Januar um 17:00 Uhr in Mongomo |   |           |           |
| Ghana                                   | – | Senegal   | 1:2 (1:0) |
| Mo., 19. Januar um 20:00 Uhr in Mongomo |   |           |           |
| Algerien                                | – | Südafrika | 3:1 (0:0) |
| Fr., 23. Januar um 17:00 Uhr in Mongomo |   |           |           |
| Ghana                                   | – | Algerien  | 1:0 (0:0) |
| Fr., 23. Januar um 20:00 Uhr in Mongomo |   |           |           |
| Südafrika                               | – | Senegal   | 1:1 (0:0) |
| Di., 27. Januar um 19:00 Uhr in Mongomo |   |           |           |
| Südafrika                               | – | Ghana     | 1:2 (1:0) |
| Di., 27. Januar um 19:00 Uhr in Malabo  |   |           |           |
| Senegal                                 | – | Algerien  | 0:2 (0:1) |

### Gruppe D
| Pl. | Land           | Sp. | S | U | N | Tore    | Diff. | Punkte |
| --- | -------------- | --- | - | - | - | ------- | ----- | ------ |
| 1. | Elfenbeinküste | 3   | 1 | 2 | 0 | 003:200 | +1    | 05     |
| 2. | Guinea         | 3   | 0 | 3 | 0 | 003:300 | ±0    | 03     |
| 3. | Mali           | 3   | 0 | 3 | 0 | 003:300 | ±0    | 03     |
| 4. | Kamerun        | 3   | 0 | 2 | 1 | 002:300 | −1    | 02     |
| Gemäß den Turnierregeln entschied das Los über den 2. und 3. Platz. Der Losentscheid wurde am Donnerstag, den 29. Januar 2015, vorgenommen. |                |     |   |   |   |         |       |        |

|                                         |   |                |           |
| Di., 20. Januar um 17:00 Uhr in Malabo  |   |                |           |
| Elfenbeinküste                          | – | Guinea         | 1:1 (0:1) |
| Di., 20. Januar um 20:00 Uhr in Malabo  |   |                |           |
| Mali                                    | – | Kamerun        | 1:1 (0:0) |
| Sa., 24. Januar um 17:00 Uhr in Malabo  |   |                |           |
| Elfenbeinküste                          | – | Mali           | 1:1 (0:1) |
| Sa., 24. Januar um 20:00 Uhr in Malabo  |   |                |           |
| Kamerun                                 | – | Guinea         | 1:1 (1:1) |
| Mi., 28. Januar um 19:00 Uhr in Malabo  |   |                |           |
| Kamerun                                 | – | Elfenbeinküste | 0:1 (0:1) |
| Mi., 28. Januar um 19:00 Uhr in Mongomo |   |                |           |
| Guinea                                  | – | Mali           | 1:1 (1:0) |

Mali und Guinea schlossen die Gruppenphase mit Punkt- und Torgleichheit gemeinsam als Gruppenzweiter ab, so dass ein Losentscheid über den weiteren Turnierverlauf bestimmen musste – ein Losentscheid wurde beim Afrika-Cup zuletzt 1988 benötigt. Im Gegensatz zu anderen internationalen Turnieren werden beim Afrika-Cup im Falle einer Punkt- und Torgleichheit mindestens zweier Mannschaften keine Kriterien wie Fair-Play-Wertung, FIFA-Ranking oder ein Elfmeterschießen angewendet. Die Nationaltrainer von Mali und Guinea haben die jetzige Regelung offen kritisiert. Am 29. Januar gab die CAF bekannt, dass Guinea das entscheidende Los gezogen hat und somit das Viertelfinale erreichte, während Mali die Gruppenphase als Drittplatzierter beendete.

## Finalrunde

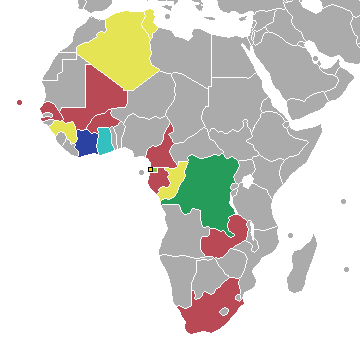
Geografische Übersicht über die Teilnehmer und ihre Platzierung
Turniersieger
Finale
Halbfinale
Viertelfinale
Gruppenphase

Am 27. Januar 2015 kündigte die CAF an, zwei Veranstaltungsorte der Viertelfinalspiele zu ändern:
- Das zweite Viertelfinalspiel werde nicht im Nuevo Estadio de Ebebiyín in Ebebiyín ausgetragen, sondern im Estadio de Bata in Bata.
- Das dritte Viertelfinalspiel werde nicht im Estadio de Mongomo in Mongomo ausgetragen, sondern im Nuevo Estadio de Malabo in Malabo.
- Das zweite und vierte Viertelfinalspiel werden eine halbe Stunde später angepfiffen (20:30 Uhr Ortszeit).

Die CAF begründete die Verlegung der Spielorte damit, dass die Spielflächen in Ebebiyín und Mongomo wegen Unwetters und zu starker Belastung in Mitleidenschaft gezogen worden seien. In den Medien gab es zuvor Bedenken, dass der Veranstalter für das 5.000 Zuschauer fassende Nuevo Estadio de Ebebiyín nicht für die nötige Sicherheit garantieren könne. So soll das Stadion während der Gruppenspiele überfüllt gewesen sein und die Polizei – aufgrund des großen Andrangs – eklatante Schwächen gezeigt haben. Zudem könne die CAF in den beiden größten Stadien in Bata und Malabo auch höhere Einnahmen erwarten.
Beim Spiel um Platz drei war keine Verlängerung vorgesehen. Sollte das Spiel nach 90 Minuten Unentschieden stehen, käme es zu einem Elfmeterschießen.

### Spielplan
|  | Viertelfinale    | Viertelfinale |                  |                | Halbfinale       | Halbfinale |  |  | Finale | Finale |
|  |                  |               |                  |                |                  |            |  |  |        |        |
|  |                  |               |                  |                |                  |            |  |  |        |        |
|  | Tunesien         | 1             |                  |                |                  |            |  |  |        |        |
|  | Tunesien         | 1             |                  |                |                  |            |  |  |        |        |
|  | Äquatorialguinea | 2             |                  |                |                  |            |  |  |        |        |
|  | Äquatorialguinea | 2             | Äquatorialguinea | 0              |                  |            |  |  |        |        |
|  |                  |               | Äquatorialguinea | 0              |                  |            |  |  |        |        |
|  |                  | Ghana         | 3                |                |                  |            |  |  |        |        |
|  | Ghana            | Ghana         | 3                | 3              |                  |            |  |  |        |        |
|  | Ghana            |               |                  | 3              |                  |            |  |  |        |        |
|  | Guinea           | 0             |                  |                |                  |            |  |  |        |        |
|  |                  |               | Ghana            | 0 (8)          |                  |            |  |  |        |        |
|  |                  |               |                  | Elfenbeinküste | 0 (9)            |            |  |  |        |        |
|  | Elfenbeinküste   | 3             |                  |                |                  |            |  |  |        |        |
|  | Algerien         | 1             |                  |                |                  |            |  |  |        |        |
|  | Algerien         | 1             | Elfenbeinküste   | 3              |                  |            |  |  |        |        |
|  |                  |               | Elfenbeinküste   | 3              | Spiel um Platz 3 |            |  |  |        |        |
|  |                  | DR Kongo      | 1                |                |                  |            |  |  |        |        |
|  | Republik Kongo   | DR Kongo      | 1                | 2              | Äquatorialguinea | 0 (2)      |  |  |        |        |
|  | Republik Kongo   |               |                  | 2              | Äquatorialguinea | 0 (2)      |  |  |        |        |
|  | DR Kongo         | 4             |                  | DR Kongo       | 0 (4)            |            |  |  |        |        |
|  | DR Kongo         | 4             |                  |                | 0 (4)            |            |  |  |        |        |
|  |                  |               |                  |                |                  |            |  |  |        |        |

### Viertelfinale
|                                        |   |                  |                      |
| Sa., 31. Januar um 17:00 Uhr in Bata   |   |                  |                      |
| Republik Kongo                         | – | DR Kongo         | 2:4 (0:0)            |
| Sa., 31. Januar um 20:30 Uhr in Bata   |   |                  |                      |
| Tunesien                               | – | Äquatorialguinea | 1:2 n. V. (1:1, 0:0) |
| So., 1. Februar um 17:00 Uhr in Malabo |   |                  |                      |
| Ghana                                  | – | Guinea           | 3:0 (2:0)            |
| So., 1. Februar um 20:30 Uhr in Malabo |   |                  |                      |
| Elfenbeinküste                         | – | Algerien         | 3:1 (1:0)            |

Das erste Viertelfinalspiel zwischen der Republik Kongo und der Demokratischen Republik Kongo blieb 45 Minuten lang torlos. Die Republik Kongo erspielte sich innerhalb von sieben Minuten eine 2:0-Führung (1:0 durch Ferebory Doré in der 55. Minute und 2:0 durch Thievy Bifouma in der 62. Minute), doch die Mannschaft von Florent Ibengé erzielte in der 65. Minute durch Mbokani den Anschlusstreffer und zehn Minuten später durch Bokila den Ausgleichstreffer. Kimuaki schoss in der 81. Minute schließlich seine Mannschaft in Führung, ehe Mbokani in der ersten Minute der Nachspielzeit zum 2:4-Endstand traf – sein zweites Tor in dieser Partie.
Im zweiten Viertelfinalspiel gewann Äquatorialguinea gegen Tunesien mit 2:1 nach Verlängerung. In einem über weite Strecken defensiv geführten Spiel gingen die Tunesier in der 70. Minute durch Akaïchi in Führung. In der dritten Minute der Nachspielzeit gab der Schiedsrichter Rajindraparsad Seechurn einen äußerst fragwürdigen Elfmeter für die Gastgeber, den Balboa verwandelte. Das Spiel wurde aufgrund der Fehlentscheidung bissiger, beide Mannschaften konnten danach ihre Emotionen schwer kontrollieren. Den Siegtreffer für den Gastgeber erzielte wieder Balboa per Freistoß von kurz vor der Strafraumgrenze in der 102. Minute. Nach dem Abpfiff konnte der Schiedsrichter nur unter Schutz von mehreren Ordnern vor den aufgebrachten tunesischen Spielern den Platz verlassen. Der afrikanische Kontinentalverband sperrte Seechum anschließend aufgrund fragwürdiger Entscheidungen sowie „schlechter Leistung“ für sechs Monate. Zudem wurden am 3. Februar 2015 beide Nationalmannschaften durch die Disziplinarkammer des afrikanischen Fußballverbandes bestraft. Äquatorialguinea musste aufgrund gravierender Sicherheitsprobleme 5.000 US-Dollar Strafe zahlen. Der tunesische Verband wurde zu einer Geldstrafe in Höhe von 50.000 US-Dollar verurteilt. Des Weiteren drohe der tunesischen Nationalmannschaft ein Ausschluss vom Afrika-Cup 2017, wenn sich der tunesische Verband nicht schriftlich für die Unterstellungen gegenüber der CAF entschuldige. Am 6. Februar gab die CAF bekannt, dass der tunesische Verbandspräsident Wadie Jary von seinen Ämtern auf Kontinentalebene vorübergehend enthoben wurde, da die CAF weiterhin einen Entschuldigungsbrief des Verbandspräsidenten erwarte. Die CAF setzte eine Frist bis zum 31. März. Wenn die Frist nicht eingehalten werde, drohe der tunesischen Nationalmannschaft weiterhin ein Ausschluss vom Afrika-Cup 2017.
Im dritten Viertelfinalspiel setzte sich Ghana klar gegen Guinea durch. Bereits in der vierten Minute erzielte Atsu die Führung für Ghana, die Appiah kurz vor der Halbzeitpause (44. Minute) ausbaute. In der 61. Minute machte Atsu mit einem Schuss nahe der rechten Strafraumgrenze das letzte Tor der Partie. In der vierten Minute der Nachspielzeit erhielt Guineas Torwart Yattara eine Rote Karte nach einer Notbremse gegen Asamoah Gyan.
Im letzten Viertelfinalspiel gewann die Elfenbeinküste gegen Algerien. Den ersten Treffer der Partie erzielte der Ivorer Bony per Kopf in der 26. Minute. Den Ausgleich in der 51. Minute besorgte der Algerier El Arbi Hillel Soudani, bevor erneut Bony die Ivorer in der 68. Minute wieder in Führung brachte. Gervinho schoss in der vierten Minute der Nachspielzeit das Tor zum 3:1-Endstand.

### Halbfinale
|                                        |   |                  |           |
| Mi., 4. Februar um 20:00 Uhr in Bata   |   |                  |           |
| DR Kongo                               | – | Elfenbeinküste   | 1:3 (1:2) |
| Do., 5. Februar um 20:00 Uhr in Malabo |   |                  |           |
| Ghana                                  | – | Äquatorialguinea | 3:0 (2:0) |

Im ersten der beiden Halbfinalspiele ging die Elfenbeinküste nach 20 Minuten gegen die Demokratische Republik Kongo durch Yaya Tourés Schuss aus etwa 20 Metern in Führung. Doch kurz danach egalisierte Mbokani die Führung der Ivorer per Elfmeter, ehe Gervinho vor der Halbzeitpause (41. Minute) der erneute Führungstreffer für die Ivorer gelang. In der zweiten Halbzeit setzte die Elfenbeinküste die Kongolesen zunehmend unter Druck und erzielte durch Kanon in der 68. Minute den 1:3-Endstand. Die Kongolesen setzten danach keine Akzente mehr, die Elfenbeinküste erreichte souverän den Finaleinzug.
Im zweiten Halbfinale neutralisierten sich Ghana und Äquatorialguinea über weite Strecken der ersten Halbzeit. In der 42. Minute entschied Schiedsrichter Eric Otogo-Castane auf Strafstoß, da Appiah vom äquatorialguineischen Torwart Ovono im Strafraum gefoult worden war. Den Strafstoß verwandelte Jordan Ayew zur 1:0-Führung. Kurz vor dem Halbzeitpfiff baute Mubarak Wakaso die Führung weiter aus. Währenddessen warfen die ersten äquatorialguineischen Zuschauer Flaschen und andere Gegenstände auf das Spielfeld sowie auf die ghanaische Nationalmannschaft. Zur Halbzeitpause konnten die ghanaischen Spieler und Betreuer nur unter Polizeischutz vor den aufgebrachten äquatorialguineischen Zuschauern den Platz verlassen. Der Stadionsprecher versuchte kurz vor und während der Halbzeitpause die Zuschauer zu beruhigen. In der zweiten Halbzeit warfen die Zuschauer dennoch weiterhin Gegenstände auf die gegnerische Mannschaft. In der 75. Minute erzielte André Ayew das letzte Tor der Partie.
In der 82. Minute unterbrach der Schiedsrichter das Spiel aufgrund von Ausschreitungen der äquatorialguineischen Zuschauer. Die ghanaischen Fans wurden zum Schutz ihrer Sicherheit durch die Polizei in den Innenraum des Stadions begleitet. Beobachter kritisierten diesen Vorgang, da die ghanaischen Fans in dieser Zeit von drei Seiten aus mit Gegenständen beworfen wurden. Laut den anwesenden Journalisten wurden nicht nur Flaschen, sondern unter anderem auch Steine, Spiegel- und Porzellanscherben auf die Ghanaer geworfen. Mehrere Hubschrauber kreisten über dem Stadion, wobei ein Hubschrauber wenige Meter über der West-Tribüne flog, um die wütenden Zuschauer zu verängstigen und die Situation unter Kontrolle zu bekommen. Des Weiteren wurde Tränengas eingesetzt. Währenddessen versuchte der Stadionsprecher die Zuschauer zu beruhigen. Das Spiel wurde nach 30 Minuten fortgesetzt, die ausstehenden neun Spielminuten aber nicht zu Ende gespielt – die Offiziellen entschieden, dass nur drei Minuten der Nachspielzeit absolviert werden mussten.
Bei den Ausschreitungen kam es, aufgrund der Wurfgegenstände und des Einsatzes der Polizei, zu vielen Verletzungen. Am Tag darauf wurde Äquatorialguinea durch die Disziplinarkammer des afrikanischen Fußballverbandes bestraft. Die Punkte lauteten wie folgt:
- Äquatorialguinea bezahlt alle anfallenden Kosten für die Behandlung der Verletzten. 36 Personen wurden verletzt, davon mussten 14 in ein Krankenhaus gebracht werden, eine davon sei schwer verletzt.
- Der äquatorialguineische Fußballverband muss – aufgrund der Vorfälle im Halbfinale und als Wiederholungstäter – eine Geldstrafe in Höhe von 100.000 US-Dollar bezahlen.
- Das Spiel um Platz 3 gegen die Demokratische Republik Kongo wird aus Fairnessgründen dennoch vor Publikum ausgetragen.
- Bei weiteren Zwischenfällen werden offizielle Spiele von Äquatorialguinea automatisch als Geisterspiele ausgetragen.

Die Vorfälle in Malabo führten zu einem immensen Imageschaden für den Afrika-Cup. Viele ghanaische Fans sagten vor den anwesenden Journalisten, dass das Interesse und die Lust am Finale nicht mehr existiere. Ghanas Verbandspräsident Kwesi Nyantakyi sagte gegenüber der BBC „wir haben Glück gehabt, dass niemand gestorben ist“. Der Kapitän Äquatorialguineas Emilio Nsue entschuldigte sich bei einer Pressekonferenz für das Verhalten und die Ausschreitungen der äquatorialguineischen Zuschauer. Die Presse kritisierte, wie bei einigen Spielen zuvor, die mangelnde Sicherheit während der Spiele. Die äquatorialguineische Regierungspartei PDGE propagierte, dass Oppositionelle, Regierungskritiker sowie deren Agenten die Ausschreitungen angeführt haben sollen, um den Frieden zu stören.

### Spiel um Platz 3
|                                        |   |                  |                |
| Sa., 7. Februar um 17:00 Uhr in Malabo |   |                  |                |
| DR Kongo                               | – | Äquatorialguinea | 0:0, 4:2 i. E. |

Im Spiel um Platz 3 agierten sowohl die Demokratische Republik Kongo als auch Äquatorialguinea die gesamte Partie über defensiv und verteidigten erfolgreich, obwohl die Kongolesen mehr Zug zum Tor aufwiesen. Keine der beiden Mannschaften dominierte das Spiel, und 90 Minuten lang fiel kein Tor. Die Turnier-Regularien sahen für das Spiel um Platz 3 keine Verlängerung vor, womit es direkt zum Elfmeterschießen kam. Im Elfmeterschießen schoss Javier Balboa am Tor vorbei, der Schuss von Raúl Fabiani wurde vom kongolesischen Torhüter Kidiaba gehalten.

### Finale
| Elfenbeinküste                                         | Elfenbeinküste | Ghana | Ghana | Aufstellung                            |
| ------------------------------------------------------ | --- | --- | ----- | -------------------------------------- |
| Elfenbeinküste                                         | \| Finale \| \| 8. Februar 2015 um 20:00 Uhr in Bata (Estadio de Bata) \| \| Ergebnis: 0:0 n. V., 9:8 i. E. \| \| Schiedsrichter: Bakary Gassama ( Gambia) \| \| Spielbericht \|                                                                         | \| Finale \| \| 8. Februar 2015 um 20:00 Uhr in Bata (Estadio de Bata) \| \| Ergebnis: 0:0 n. V., 9:8 i. E. \| \| Schiedsrichter: Bakary Gassama ( Gambia) \| \| Spielbericht \|                                                                                                  | Ghana | Aufstellung Elfenbeinküste gegen Ghana |
| Elfenbeinküste                                         | Boubacar Barry – Serge Aurier, Eric Bailly, Kolo Touré, Wilfried Kanon – Max Gradel (67. Seydou Doumbia), Serey Dié, Yaya Touré , Siaka Tiéné (116. Salomon Kalou) – Wilfried Bony, Gervinho (120. Junior Tallo) Cheftrainer: Hervé Renard ( Frankreich) | Brimah Razak – Harrison Afful, John Boye, Jonathan Mensah, Abdul Rahman Baba – Christian Atsu (117. Frank Acheampong), Mubarak Wakaso, Afriyie Acquah, André Ayew – Asamoah Gyan (120. Emmanuel Agyemang Badu), Kwesi Appiah (99. Jordan Ayew) Cheftrainer: Avram Grant ( Israel) | Ghana | Aufstellung Elfenbeinküste gegen Ghana |
| Elfenbeinküste                                         | Elfmeterschießen | | Ghana | Aufstellung Elfenbeinküste gegen Ghana |
| Elfenbeinküste                                         | Bony schießt gegen die Latte Tallo schießt vorbei 1:2 Serge Aurier 2:2 Seydou Doumbia 3:3 Yaya Touré 4:4 Salomon Kalou 5:5 Kolo Touré 6:6 Wilfried Kanon 7:7 Eric Bailly 8:8 Serey Die 9:8 Boubacar Barry                                                | 0:1 Wakaso Mubarak 0:2 Jordan Ayew Barry hält gegen Acquah Acheampong schießt vorbei 2:3 André Ayew 3:4 Jonathan Mensah 4:5 Emmanuel Agyemang Badu 5:6 Harrison Afful 6:7 Abdul Rahman Baba 7:8 John Boye Barry hält gegen Razak                                                  | Ghana | Aufstellung Elfenbeinküste gegen Ghana |
| Elfenbeinküste                                         | Die (14.), Tiéné (58.), Kanon (58.), Bailly (105.) | | Ghana | Aufstellung Elfenbeinküste gegen Ghana |
| Elfenbeinküste                                         | Spieler des Spiels: Afriyie Acquah (Ghana) | | Ghana | Aufstellung Elfenbeinküste gegen Ghana |
| Finale                                                 | | |       |                                        |
| 8. Februar 2015 um 20:00 Uhr in Bata (Estadio de Bata) | | |       |                                        |
| Ergebnis: 0:0 n. V., 9:8 i. E.                         | | |       |                                        |
| Schiedsrichter: Bakary Gassama ( Gambia)               | | |       |                                        |
| Spielbericht                                           | | |       |                                        |

Im Finale standen sich die beiden Nachbarn Ghana und Elfenbeinküste gegenüber. In einem weitgehend taktisch geprägten Spiel gab es kaum Torchancen. So blieb die Elfenbeinküste auch in ihrem vierten Endspiel ohne Torerfolg, und da auch Ghana wie den drei anderen Finalgegnern zuvor kein Tor gelang, musste wie 1992, als sich beide mit 11:10 im Elfmeterschießen trennten, und zum vierten Mal in einem Finale mit der Elfenbeinküste das Elfmeterschießen entscheiden. In diesem sah Ghana zunächst wie der sichere Sieger aus, da die ersten beiden Ivorer verschossen, während die ersten beiden Ghanaer trafen. Nachdem dann aber die nächsten beiden Ghanaer ebenfalls verschossen und erst der fünfte Ghanaer wieder traf, während alle Ivorer trafen, stand es nach je fünf Schützen 3:3. Nun wurde solange geschossen bis ein Spieler nicht traf. Als alle Feldspieler geschossen hatten, kamen die beiden Torhüter an die Reihe. Zunächst konnte Boubacar Barry, der nur aufgrund einer Verletzung des Stammtorhüters zum Einsatz gekommen war, den Schuss seines ghanaischen Kollegen halten und verwandelte dann selbst.

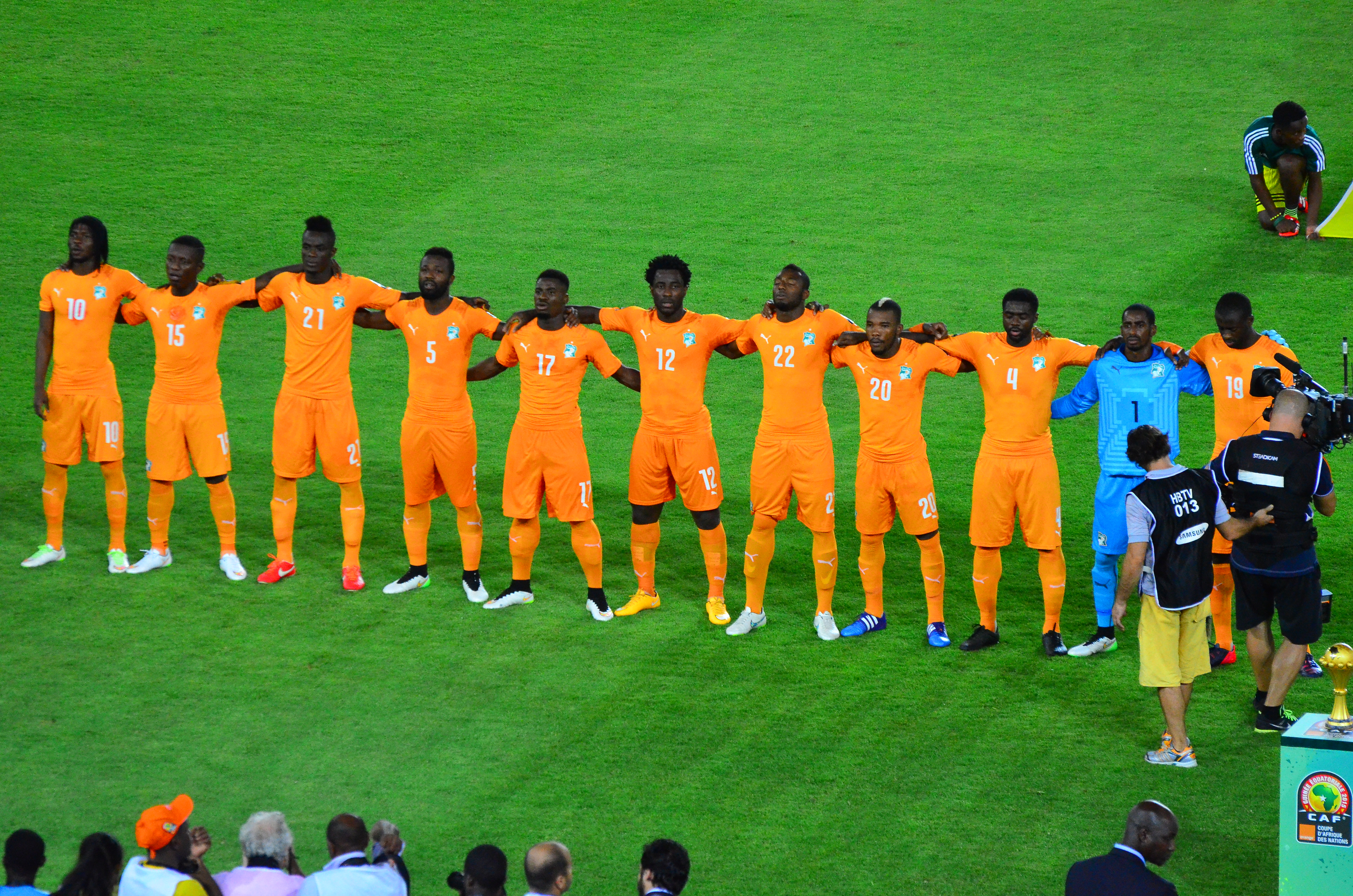
Die ivorische Nationalmannschaft vor Spielbeginn
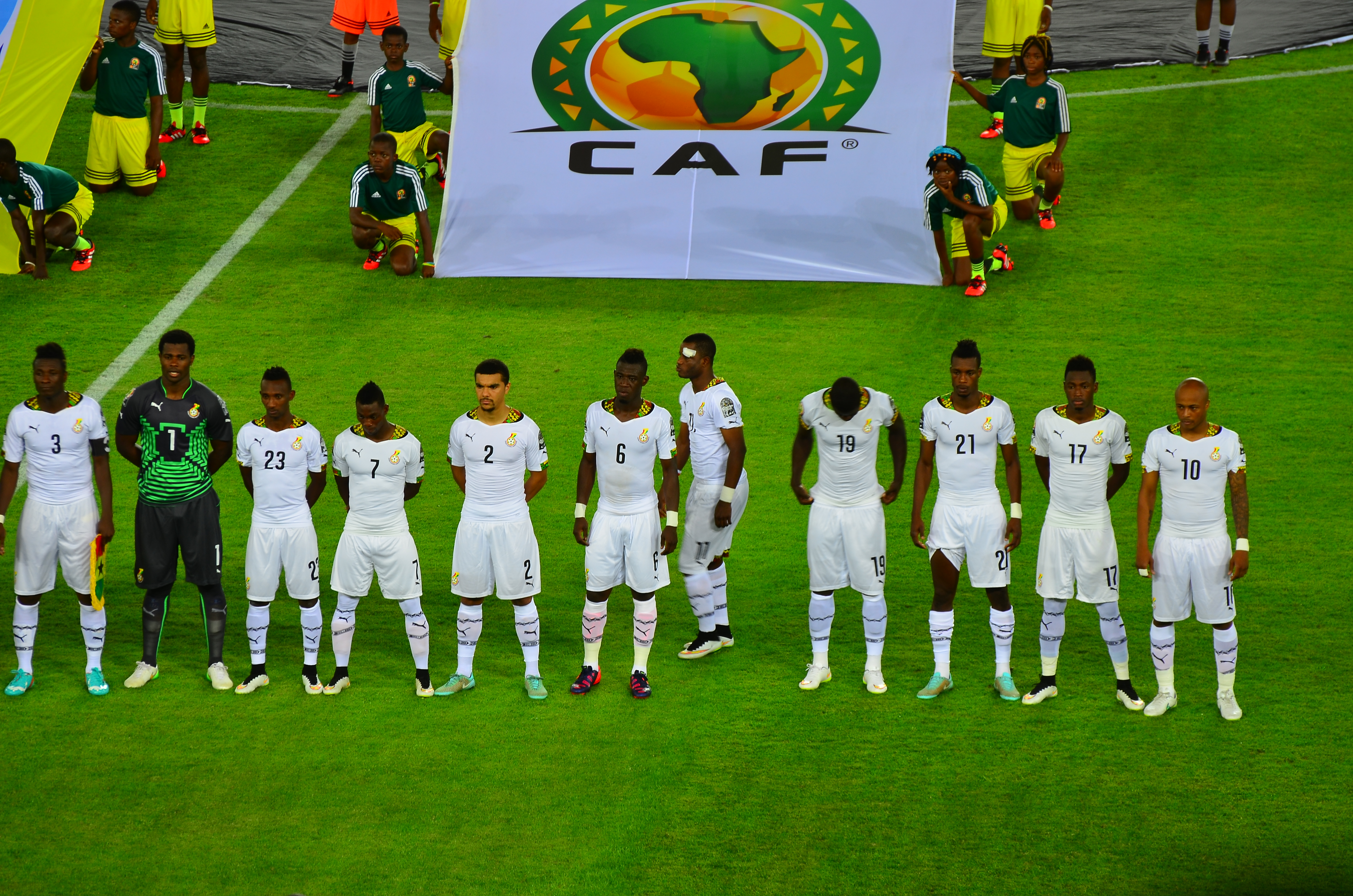
Die ghanaische Nationalmannschaft vor Spielbeginn
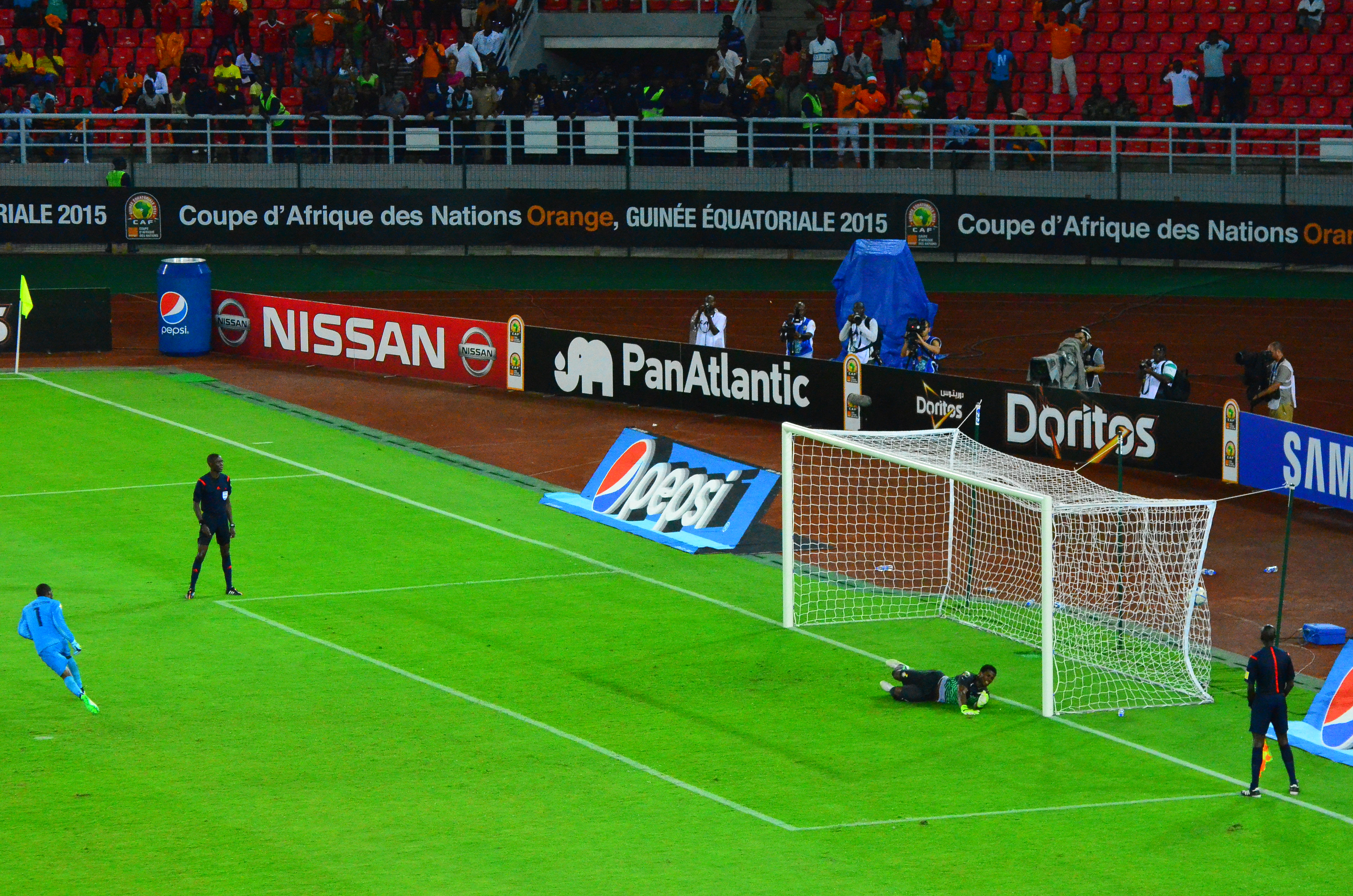
Boubacar Barry (links) beim Siegtreffer im Elfmeterschießen
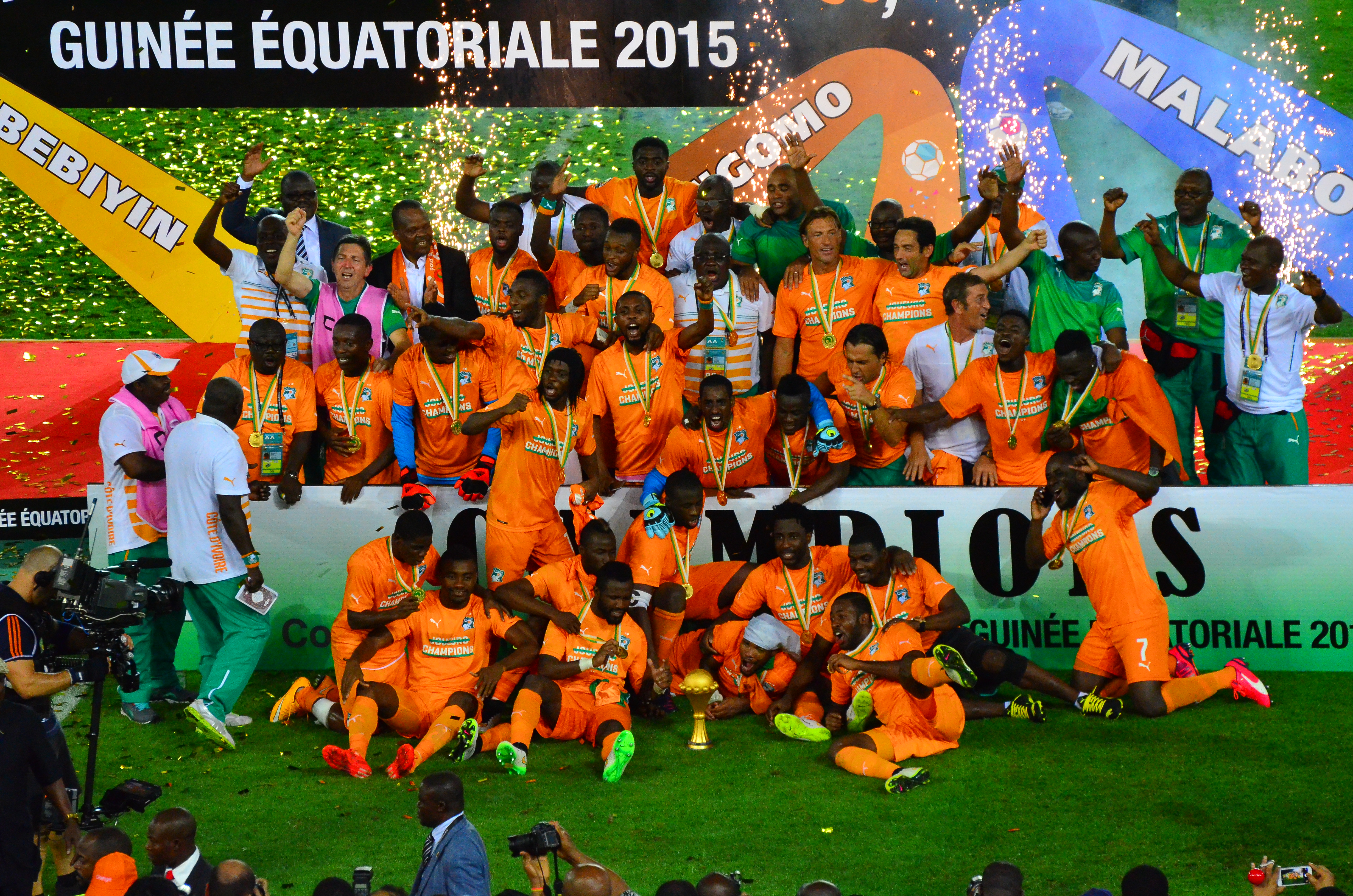
Die ivorische Fußballnationalmannschaft bei der Siegerehrung

## Torschützenliste
Aufgeführt sind alle Torschützen. Bei gleicher Trefferanzahl sind die Spieler alphabetisch geordnet.
| Rang | Spieler                   | Tore |
| ---- | ------------------------- | ---- |
| 1    | Ahmed Akaïchi             | 3    |
|      | André Ayew                | 3    |
|      | Javier Balboa             | 3    |
|      | Thievy Bifouma            | 3    |
|      | Dieumerci Mbokani         | 3    |
| 6    | Christian Atsu            | 2    |
|      | Jeremy Bokila             | 2    |
|      | Wilfried Bony             | 2    |
|      | Gervinho                  | 2    |
|      | Max Gradel                | 2    |
| 11   | Mohamed Ali Manser        | 1    |
|      | Kwesi Appiah              | 1    |
|      | Jordan Ayew               | 1    |
|      | Pierre-Emerick Aubameyang | 1    |
|      | Aristide Bancé            | 1    |
|      | Nabil Bentaleb            | 1    |
|      | Yannick Bolasie           | 1    |
|      | John Boye                 | 1    |

| Rang | Spieler            | Tore |
| ---- | ------------------ | ---- |
| 11   | Yassine Chikhaoui  | 1    |
|      | Kévin Constant     | 1    |
|      | Mame Diouf         | 1    |
|      | Férébory Doré      | 1    |
|      | Seydou Doumbia     | 1    |
|      | Malick Evouna      | 1    |
|      | Faouzi Ghoulam     | 1    |
|      | Asamoah Gyan       | 1    |
|      | Iban Iyanga        | 1    |
|      | Wilfried Kanon     | 1    |
|      | Joel Kimuaki Mpela | 1    |
|      | Riyad Mahrez       | 1    |
|      | Modibo Maïga       | 1    |
|      | Oupa Manyisa       | 1    |
|      | Mandla Masango     | 1    |
|      | Emmanuel Mayuka    | 1    |
|      | Serigne Kara Mbodj | 1    |
|      | Benjamin Moukandjo | 1    |

| Rang | Spieler                | Tore |
| ---- | ---------------------- | ---- |
| 11   | Mubarak Wakaso         | 1    |
|      | Emilio Nsue            | 1    |
|      | Fabrice Ondama         | 1    |
|      | Prince Oniangué        | 1    |
|      | Ambroise Oyongo        | 1    |
|      | Thuso Phala            | 1    |
|      | Héldon Ramos           | 1    |
|      | Bakary Sako            | 1    |
|      | Given Singuluma        | 1    |
|      | Islam Slimani          | 1    |
|      | El Arbi Hillel Soudani | 1    |
|      | Moussa Sow             | 1    |
|      | Ibrahima Traoré        | 1    |
|      | Yaya Touré             | 1    |
|      | Sambou Yatabaré        | 1    |
|      | Mohamed Yattara        | 1    |
|      | Thulani Hlatshwayo     | ET   |

## Auszeichnungen
Die Auszeichnungen wurden direkt nach dem Finalspiel von der CAF bekanntgegeben, die meisten individuellen Auszeichnungen wurden an ghanaische Spieler verliehen.
Spieler des Turniers
- Christian Atsu wurde von der CAF zum besten Spieler des Turniers ernannt.

Bester Scorer
- Mit drei Toren und zwei Vorlagen wurde André Ayew bester Scorer des Turniers.

Bester Torhüter
- Sylvain Gbohouo (Elfenbeinküste) wurde von der CAF zum besten Torwart des Turniers bestimmt.

Fairplay-Trophäe
- Die Nationalmannschaft der Demokratischen Republik Kongo wurde in der Fairplay-Wertung des Turniers am besten bewertet und erhielt die Fairplay-Trophäe der CAF.
- Als Einzelspieler gewann Kwesi Appiah die Fairplay-Trophäe.

Tor des Turniers
- Das 3:0 von Christian Atsu im Viertelfinalspiel Ghana gegen Guinea wurde zum schönsten Tor des Turniers gewählt.[41]

Mannschaft des Turniers
Zudem stellte die Technische Kommission der CAF eine insgesamt 23-köpfige Mannschaft des Turniers zusammen, aufgeteilt in eine Mannschaft der zwölf besten Spieler des Turniers sowie elf Ersatzspieler:
| Torhüter                       | Abwehr                                        | Mittelfeld                                                     | Stürmer                                        |
| ------------------------------ | --------------------------------------------- | -------------------------------------------------------------- | ---------------------------------------------- |
| Die besten Spieler             |                                               |                                                                |                                                |
| Sylvain Gbohouo Muteba Kidiaba | Serge Aurier Harrison Afful Kolo Touré        | André Ayew Yaya Touré Max Gradel Yannick Bolasie Gervinho      | Christian Atsu Wilfried Bony                   |
| Reserve                        |                                               |                                                                |                                                |
| Felipe Ovono                   | Faouzi Ghoulam Chancel Mbemba Cédric Mongongu | Yacine Brahimi Ibrahima Traoré Yassine Chikhaoui Javier Balboa | Thievy Bifouma Ahmed Akaïchi Dieumerci Mbokani |

## Vermarktung

### Maskottchen und Spielball
Das offizielle Maskottchen des Afrika-Cups 2015 hieß „Chuku Chuku“ und stellte einen Afrikanischen Quastenstachler (Atherurus africanus) im äquatorialguineischen Trikot mit den Stacheln in den äquatorialguineischen Landesfarben Blau, Weiß, Rot und Grün dar. Der Afrikanische Quastenstachler ist eine der verbreitetsten Tierarten in Äquatorialguinea und gehört zur Art der Stachelschweine. Fälschlicherweise vermeldete die CAF via Twitter und Facebook, dass das Maskottchen ein Eichhörnchen darstelle.
„Marhaba“ ist der offizielle Name des von Adidas vertriebenen Spielballs des Afrika-Cups 2015. „Marhaba“ kommt aus dem Arabischen und bedeutet so viel wie „Hallo“ oder „Willkommen“. Die Eigenschaften sowie der Aufbau des Spielballs seien mit denen des offiziellen Spielballs „Brazuca“ der Weltmeisterschaft 2014 und denen des offiziellen Spielballs der UEFA Champions League identisch. Die goldene und blaue Färbung des Balls soll die kontrastreichen Landschaften des Kontinents, von der Sahara bis zum azurblauen Himmel, darstellen.

### Fernsehübertragung
Das Turnier wurde in Deutschland bei Eurosport übertragen. Eurosport hatte angekündigt, alle Spiele des Afrika-Cups live auf seinen Fernsehsendern zu übertragen. Das Eröffnungsspiel sowie einige gleichzeitig stattfindende letzte Spiele der Gruppenphase wurden bei Eurosport 2 gesendet. Die Berichterstattung fand von München aus statt, die Moderatoren und Kommentatoren waren nicht live vor Ort. Für Eurosport kommentierten Marco Hagemann, Frank Winkler, Andreas Jörger und Tobi Fischbeck, als Co-Kommentator und Experte fungierte Lutz Pfannenstiel.

### Sponsoren und Trikotausrüster
Neben dem „Titel-Sponsor“ Orange traten sieben „offizielle Sponsoren“ – IFD Kapital Group, Pepsi, Pan Atlantic Exploration, Doritos, Nissan, Samsung und die Standard Bank – auf.
Wenngleich Adidas Vertragspartner der CAF ist, trugen nur drei der 16 Nationalmannschaften Trikots dieser Marke (Äquatorialguinea, Republik Kongo und Algerien). Sieben weitere Trikotausrüster waren: Puma (für die Elfenbeinküste, Gabun, Ghana, Kamerun und Senegal), Nike (für Sambia und Südafrika), Airness (für Mali und Guinea), Kappa (für Burkina Faso), Burrda (für Tunesien), Lacatoni (für Kap Verde) und O’Neill (für die Demokratische Republik Kongo).

## Trivia
- 15 der 32 Spiele endeten mit einem Unentschieden, wovon zehn Spiele 1:1-Unentschieden waren.[49]
- Given Singuluma erzielte für Sambia am 18. Januar 2015 (1. Spieltag der Gruppe B) gegen die Demokratische Republik Kongo nach 64 Sekunden das schnellste Tor des Turniers.[49]
- Der ghanaische Mittelfeldspieler Mubarak Wakaso schoss bei Ghanas 3:0 (2:0) gegen Äquatorialguinea im Halbfinale des Afrika-Cups ein historisches Tor: Sein Treffer in der 45. Minute zum zwischenzeitlichen 2:0 war das 1500. Tor in der Geschichte des Afrika-Cup.[49]